# 马娅·什科里奇
马娅·什科里奇（1989年10月11日—），塞尔维亚女子篮球运动员，司职前锋。她曾代表塞尔维亚国家队参加2020年夏季奥林匹克运动会篮球比赛，获得第4名。